# جوديث بتلر
جوديث بتلر (بالإنجليزية: Judith Butler) (مواليد. 24 فبراير 1956) فيلسوفة أمريكية لها إسهامات في مجالات الفلسفة النسوية، نظرية النوع والمثلية، الفلسفة السياسية، والأخلاق. وهي أستاذة في قسم الأدب المقارن والبلاغة في جامعة كاليفورنيا (بركلي). حصلت بتلر على دكتوراة الفلسفة من جامعة يل عام 1984، وكانت أطروحتها التي نشرت فيما بعد بعنوان موضوعات الرغبة: تأثيرات هگلي على فرنسا القرن العشرين. في أواخر الثمانينات تقلدت بتلر عدد من المناصب، وكان لها إسهامات في تأثيرات ما بعد البنوية في النظرية النسوية الغربية حول تحديد ماهية «المصطلحات الإفتراضية» للنسوية.
تناولت أبحاثها نظرية الأدب، والخيال الفلسفي المعاصر، والنسوية، ودراسات النوع والجنسانية، والأدب والفلسفة الأوروپية في القرن 20، كافكا والخسارة، الحداد والحرب. ركزت في أحدث أعمالها على الفلسفة اليهودية، مستكشفة الانتقادات التي وجهت لما قبل وبعد الصهيونية على عنف الدولة. سياسياً، تدعم بتلر بقوة حركة بي دي إس على إسرائيل.

## حياتها
وُلدت بتلر في كليفلاند، أوهايو لعائلة من أصول مجرية وروسية. كانت والدتها قد نشأت على اليهودية الأرثوذكسية، وتحولت فيما بعد إلى اليهودية المحافظة، وفي النهاية إلى اليهودية الإصلاحية. يتبع والدها كنيس الإصلاح منذ طفولته. كطفلة ومراهقة إلتحقت بالمدرسة العبرية وحضرت فصولا خاصة في الأخلاق اليهودية حيث حصلت على «تدريب أولي في الفلسفة» أعلنت بتلر في لقاء مع هارتز في 2012 أنها بدأت فصول الأخلاق في سن الرابعة عشر وأنها إلتحقت بها كشكل من العقاب من قبل حاخام المدرسة العبرية لأنها كانت «ثرثارة في الفصل»، و«لم تكن حسنة السلوك». أعلنت بتلر أيضاً أنها كانت تشعر «بسعادة غامرة» في الفصول واختارت التركيز على مارتين بوبر. وقرأت بتلر أيضاً أثناء دراستها في تلك الفصول كتابات لكنت، هيگل، وسپينوزا.

## تعليمها
إلتحقت بتلر بكلية بنينگتون ثم جامعة يل حيث درست الفلسفة، وحصلت على البكالوريوس عام 1978 ثم الدكتوراة عام 1984. نشرت أطروحتها فيما بعد باسم موضوعات الرغبة: انعكاسات هگلي على فرنسا في القرن العشرين (1987). في أطروحتها، حاولت بتلر فهم كيف يأتي النوع للوجود وكيف يمكن النظر للنوع على أنه حدث طبيعي وليس تاريخي. أشارت بتلر إلى أنه من الممكن أن يختار الشخص النوع الذي يرغب أن يكونه، لكن المجتمع يمنعنا من اختيار اللا نوع.

## عملها
قامت بتلر بالتدريس في جامعة وسليان، جامعة جورج واشنطن، وجامعة جونز هوبكينز قبل انتقالها لجامعة كاليفورنيا - بركلي عام 1993. انضمت لقسم الأدب الإنگليزي والأدب المقارن في جامعة كولومبيا كأستاذة زائرة في فصول الربيع لعام 2012 و2013 ولها الخيار في التدريس بدوام كامل. عام 2008 حصلت على جائزة الإنجاز المتميز من مؤسسة أندرو دبليو ملون لإسهاماتها في التحقق الإنساني. الجائزة المالية قيمتها 1.5 مليون دولار وتُمنح لتمكين المستفيدين من التعليم والبحث في ظروف مواتية وخاصة. منذ عام 2006 أصبحت جوديث بتلر أستاذ حنا أرندت للفلسفة في كلية الدراسات العليا الأوروپية بسويسرا. وأصبحت ضمن طاقم المستشارين في الجريدة الأكاديمية الهويات: صحيفة للسياسات، النوع والثقافة. وتعمل بتر أيضاً في النقد العنف الأخلاقي وتحاول صياغة نظرية المسؤولية "عن الموضوع المبهم الذي شغل فرانز كافكا، سيگموند فرويد، ميشيل فوكو وفردريش نيتشه”.

## حياتها الشخصية
تقيم بتلر حالياً مع شريكتها، العالمة السياسية وندي براون. وتعرف بتلر نفسها على أنها يهودية مناهضة للصهيونية وناقدة للسياسة الإسرائيلية.

## نقد
لقى منح بتلر جائزة تيودور أدورنو في أغسطس 2012، استهجاناً كبيراً بين أوساط الأكاديميين الألمان، ومجلس اليهود الألمان الذي وصف بتلر بالفاسدة أخلاقياً، وذلك لمواقفها المعادية لإسرائيل. فرغم القيمة الفلسفية الكبري لأعمال بتلر، إلا أن جدلاً كبيراً واكب منحها الجائزة، بسبب مواقفها من إسرائيل والداعية إلي مقاطعتها أكاديميا وثقافياً ووصفها لإسرائيل بـ«دولة العنف»، فدعا أكاديميون ألمان يهود إلي سحب الجائزة منها، ونقلت صحيفة «ذا جيويش كرونيكل» عنهم قولهم إن شخصاً يدعو إلي مقاطعة إسرائيل لا يمكن أن يحصل أبداً علي جائزة ثيودور أدورنو، واعتبروا أن منحها الجائزة هو بمثابة منح منبر للكراهية يتحمل مسؤولو مدينة فرانكفورت عواقبها.
وكانت بتلر قد دعت إلى حملة أكاديمية بالولايات المتحدة لمقاطعة إسرائيل ولعبت دوراً بارزاً في أسبوع «أپارتهايد إسرائيل» الذي أقيم بتورنتو بكندا عام 2011.
وشنت صحيفة جيروزاليم پوست الإسرائيلية حملة كبرى ضد منح بتلر الجائزة، ودعت إلى سحبها منها، وتتهم جماعات يهودية، بتلر بأنها وصفت حركة حماس وحزب الله بالتقدميون، إلا أن بتلر نفت تلك الإتهامات وقالت أنها لم تتفوه بتلك الأوصاف مطلقاً. وقال أكاديميون ألمان إن ولاية فرانكفورت تعطي الشرعية لدعاوي مقاطعة تل ابيب ثقافياً وأكاديمياً بمنحها الجائزة لبتلر، التي تقود حملة تستهدف فرض عقوبات وسحب الإستثمارات من تل أبيب، على خلفية سياستها ضد الفلسطينيين.
وكانت بتلر قد دافعت أيضاً عن حق الفلسطينيين واللبنانيين في الدفاع عن أرضهم، في ظل ظروف قاسية يفرضها عليهم الاحتلال في غزة والعدوان في لبنان. بل أكثر من ذلك فهي وصفت كلا من حزب الله اللبناني وحماس الفلسطينية بأنهما حركات لها مركبة اجتماعية تؤدي ما تؤديه الدول من خدمات للمواطنين في ظل غياب الدور الفاعل للدولة في تلك المناطق. والحقيقة أن هذا الكلام لا يشكل خرقا للقانون في أوروبا، حيث أن كلا من حماس وحزب الله لا تعتبران من المنظمات الإرهابية التي يعد الإتصال بها أو الحديث الإيجابي في حقها ممنوعا بحكم القانون. وهذا وضع يختلف تماما عن الوضع القانوني لهاتين المنظمتين في الولايات المتحدة حيث أنهما من المنظمات المدرجة على قوائم الإرهاب وذلك منذ وقت طويل لا يقل عن عشر سنوات.
وترى بتلر ترى أنه لابد من التفريق بين الدولة العبرية من جهة واليهودية كثقافة وديانة من جهة أخرى، وهذا كلام صحيح للغاية.. إلا أن التيار المحافظ الأمريكي بالولايات المتحدة هو الذي دمج بين الإثنين بطريقة جعلت الفهم العام لفكرة وجود إسرائيل كدولة تمارس كل ما تمارسه الدول من أعمال السيادة raison d’état التي قد يلزم لها في بعض الأحيان قدرا من الحسم بل والقسوة، فأصبح الفهم العام هو أن كل من ينتقد الممارسات الإسرائيلية مع العرب فهو معادى لليهود.. والواقع أن هذه النظرة الأوروبية للأمور هي الأجدر بالاحترام. صحيح أن إسرائيل قامت على أساس ديني بحت ولكن هذا الأساس الديني قد إنزلق عبر العقود إلى ممارسات تخرج عن جوهر العقيدة اليهودية أو تتشدد في تفسير نصوصها بحيث تشوه في النهاية صورة اليهود في العالم.. وهو رأي قريب لما قالت بتلر. فهي قد انتقدت ما يطلق عليه Pinkwashing وهو ما يقصد به الترويج لفكرة أن إسرائيل هي المجتمع الليبرالي القائم على احترام قيم الحرية الشخصية بلا عقد ولا مخاوف.. وكلمة Pink هي كناية عن الحرية الجنسية للأزواج المثليين من الجنسين.

## نشاطها السياسي
في مقال نشرتها لندن رڤيو أو بوكس في أغسطس 2003، انتقدت بتلر تصريحات رئيس هارڤارد لورنس سمرز التي اقترح فيها أن الصيغ المؤكدة لنقد السياسات الإسرائلية هي أحد أشكال معادات السامية. وردت بإعلانها أنه "لن يتم مساواة اليهود مع الصهاينة أو اليهودية مع الصهيونية" وعارضت فكرة تسمية اليهود أمثالها الذين كانوا ناقدين للسياسات الإسرائيلة بأنهم "يكرهون أنفسهم". وأشارت أيضاً إلى ما بعد الصهيونية على أنها حركة "محدودة لكنها مهمة" لإسرائيل. بالإضافة إلى ذلك، ناقشت بتلر أيضاً أنه "يمكن الخلط بين تحدي حق إسرائيل في الوجود وتحدي حق اليهود في الوجود فقط عندما يُعتقد أن اليهود يعيشون في إسرائيل وحدها، أو أن جميع اليهود يرتبط شعورهم بالخلود في دولة إسرائيل في شكلها الحالي التقليدي.”

## جوائز وتكريمات
- 2012: جائزة أدورنو[29] الفلسفية الرفيعة، التي تبلغ قيمتها 50 ألف يورو، وتمنحها مدينة فرانكفورت الألمانية كل ثلاث سنوات، احتفاء بذكرى الفيلسوف والمنظر الألماني ثيودور أدورنو (1903– 1969) منذ عام 1977، للمتميزين وأصحاب الإنجاز في مجالات الفلسفة والموسيقي المسرح والأفلام. - احتج المجلس المركزي الألماني لليهود لأن «بتلر تنادي بفرض العقوبات ضد إسرائيل.»[30]
- 2010: "25 Visionaries Who Are Changing Your World", Utne Reader[31]
- 2008: Andrew W. Mellon Foundation Distinguished Achievement Award, جامعة كاليفورنيا
- 2007: عضو منتخب في الجمعية الفلسفية الأمريكية
- 2004: جائزة بروندر، جامعة يل
- 2001: زمالة روكفلر [بحاجة لمصدر]
- 1999: زمالة گوتنگام [9]
- 1998: The Philosophy and Literature Bad Writing Contest[32]

## وصلات خارجية
- جوديث بتلر على موقع IMDb (الإنجليزية)
- جوديث بتلر على موقع الموسوعة البريطانية (الإنجليزية)
- جوديث بتلر على موقع مونزينجر (الألمانية)
- جوديث بتلر على موقع إن إن دي بي (الإنجليزية)
- جوديث بتلر على موقع قاعدة بيانات الفيلم (الإنجليزية)

- Biography – جامعة كاليفورنيا - برلكي
- Biography – مدرسة الدراسات العليا الأوروبية
- Interview of Judith Butler about her new book  "Frames of War" on نيوستيتسمان
- Interview with Judith Butler: “Gender is Extramoral”, Barcelona Metropolis, Summer 2008.(بالإنجليزية)
- Review of "Giving an Account of Oneself. Ethical Violence and Responsibility", by Judith Butler, Barcelona Metropolis Autumn 2010. (بالإنجليزية)
- "Dictionary of Literary Biography on Judith P. Butler (page 3)"
- Interview with Judith Butler about politics, economy, control societies, gender and identity (2011) نسخة محفوظة 23 أبريل 2019 على موقع واي باك مشين.